# Пылгаваям
Пылгаваям — река на северо-западе Камчатского края в России.
Длина реки — 43 км. Протекает по территории Карагинского района Камчатского края. Впадает в Охотское море.
Название в переводе с корякского Пылгываям — «горловина-река».

## Притоки
Объекты перечислены по порядку от устья к истоку.
- 6 км: Иэгароваям
- 18 км: Аямгокена

## Данные водного реестра
По данным государственного водного реестра России относится к Анадыро-Колымскому бассейновому округу. Код объекта в государственном водном реестре — 19080000112120000038468.